# Sue Johnston (ultra-trail)
Pour les articles homonymes, voir Johnston.
Ne doit pas être confondu avec Sue Johnston.
Sue Johnston, officiellement Susan Johnston, est une athlète américaine née en 1965. Spécialiste de l'ultra-trail, elle a notamment remporté la Massanutten Mountain Trails 100 Mile Run en 1997, 1998, 2000, 2005 et 2006, la JFK 50 Mile en 1999, la Hardrock 100 en 2000 et 2005 ainsi que la Vermont 100 Mile Endurance Run en 2004.

## Résultats
- 1997
  - 1re de la Massanutten Mountain Trails 100 Mile Run.

- 1998
  - 1re de la Massanutten Mountain Trails 100 Mile Run.

- 1999
  - 1re de la JFK 50 Mile.

- 2000
  - 1re de la Massanutten Mountain Trails 100 Mile Run.
  - 1re de la Hardrock 100.
  - 3e de la JFK 50 Mile.

- 2001
  - 2e de la JFK 50 Mile.

- 2004
  - 1re de la Vermont 100 Mile Endurance Run.
  - 3e de la JFK 50 Mile.

- 2005
  - 1re de la Massanutten Mountain Trails 100 Mile Run.
  - 1re de la Hardrock 100.

- 2006
  - 1re de la Massanutten Mountain Trails 100 Mile Run.